# Asura pyrostrota
Asura pyrostrota är en fjärilsart som beskrevs av George Francis Hampson 1914. Asura pyrostrota ingår i släktet Asura och familjen björnspinnare. Inga underarter finns listade i Catalogue of Life.